# 18567 Зеґентхау
18567 Зеґентхау (18567 Segenthau) — астероїд головного поясу, відкритий 27 вересня 1997 року.
Тіссеранів параметр щодо Юпітера — 3,327.